# Дифузія (біологія)
Дифу́зія (лат. diffusio — поширення) в біологічних системах — процес взаємного проникнення речовин при безпосередньому стиканні або крізь порувату перегородку. Відбувається в напрямку зменшення концентрації речовин і триває до рівномірного розподілу речовини в усьому об'ємі, який вона займає. Дифузія відіграє важливу роль у процесах життєдіяльності тварин, рослин, у тому числі мікроорганізмів. Дифузія сприяє вбиранню корінням рослин поживних речовин; у людини і тварин за допомогою дифузії кисень із легень надходить у кров, із крові — до тканин; з кишечника всмоктуються продукти травлення тощо. Дифузне проникнення в клітину газів і води залежить від різниці тиску газів та осмотичного тиску всередині й зовні клітини. Різна швидкість дифузії іонів через клітинні мембрани — один з фізичних факторів, що впливають на вибірне нагромадження речовин у клітинах організмів.

У медицині лікарські речовини у формі аерозолей вводять інгаляційним способом. Вони надходять у кров шляхом дифузії через легеневу тканину і швидко проявляють загальну дію.

## Джерело
Біологічний словник / за ред. I. Г. Підоплічка. — К. : Головна редакція УРЕ, 1974. — Т. 3. — 552 с.